# Loi du cadenas
Lire en ligne

[PDF] version originale

La Loi protégeant la province contre la propagande communiste, mieux connue sous le nom de loi du cadenas, est une loi spéciale québécoise créée par le gouvernement de Maurice Duplessis en 1937. Elle vise à mettre un terme aux activités communistes dans la province.
Son surnom provient du fait que les autorités pouvaient « ordonner la fermeture de la maison » et, ainsi, la cadenasser afin d'en empêcher l'accès.
La loi est déclarée inconstitutionnelle en 1957 par la Cour suprême du Canada à la suite du procès Switzman v. Elbling (en).

## Historique

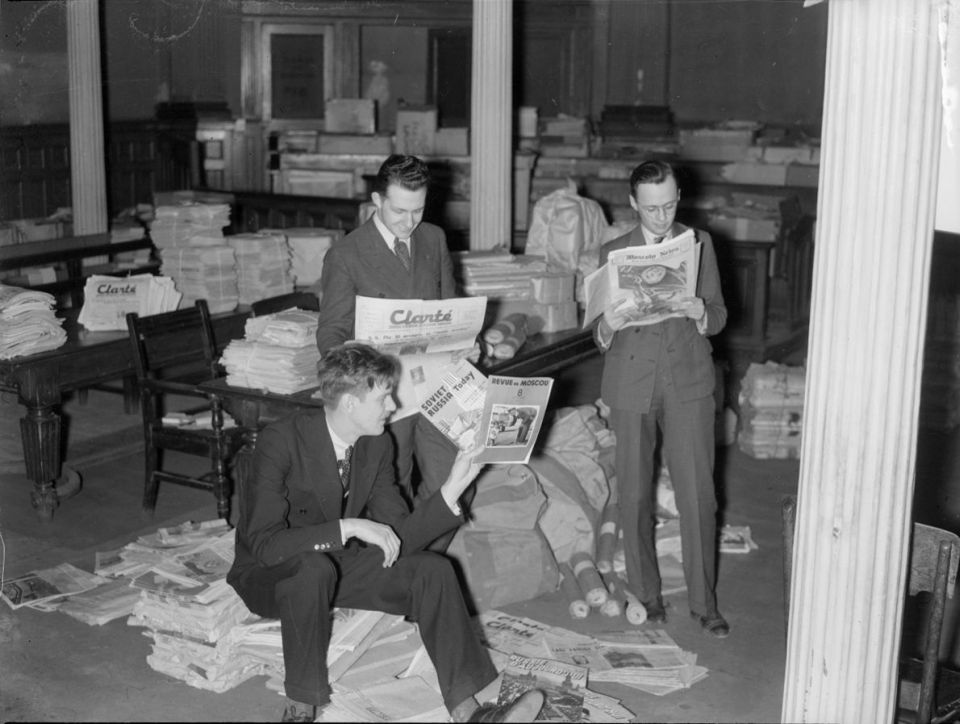
Clarté et autres publications confisquées, l'hôtel de ville de Montréal, 1938

Le Parti communiste du Canada est déclaré illégal par l'article 98 en 1919. Cette loi est abrogée en 1936, ce qui pousse à l'adoption de la loi du cadenas le 24 mars 1937 par le gouvernement du Québec à l'instigation du premier ministre du Québec Maurice Duplessis. Dans son texte, on peut lire : 

« Il est illégal pour toute personne qui possède ou occupe une maison dans la province de l'utiliser ou de permettre à une personne d'en faire usage pour propager le communisme ou le bolchevisme par quelque moyen que ce soit. »

L'article 12 de la loi édicte « qu'il est illégal d'imprimer, de publier de quelque façon que ce soit ou de distribuer dans la province un journal, une revue, un pamphlet, une circulaire, un document ou un écrit quelconque propageant ou tendant à propager le communisme ou le bolchevisme ». La police détient le pouvoir de saisir toute documentation qu'elle juge douteuse et le procureur général de la province, Maurice Duplessis, peut en ordonner la destruction. Toute personne reconnue coupable d'infraction à l'article 12 est passible d'emprisonnement pour une durée de trois à douze mois.
Le journal communiste Clarté est le premier à subir la loi du cadenas. Le 5 novembre 1937, Duplessis signe l'ordonnance de fermeture des locaux, qui sont cadenassés pour une année à compter du 16 novembre. Plusieurs documents, dont les livres de comptabilité, les listes d'abonnés et les archives du journal sont saisies. Jean Péron, rédacteur en chef, reçoit une visite de la police qui confisque trois caisses de livres et autres documents.
En 1948, Max Bailey, communiste et locataire d'un logement de l'avenue du Parc à Montréal, veut permettre au marxiste John Switzman de prendre possession de son appartement. Les intentions de Switzman sont de faire un lieu de rendez-vous pour les autres communistes. La propriétaire Freda Elbling se tourne vers la cour pour l'en empêcher. Switzman présente que la loi du cadenas est une violation au droit de la liberté d'expression et qu'elle confère au premier ministre le pouvoir d'outrepasser les limites de son office. À la cour, puis à la cour d'appel, Elbling l'emporte sur Switzman. En 1957, la Cour suprême du Canada déclare que la loi est inconstitutionnelle. Elle donne raison à Switzman.

## Réactions
La loi est très contestée, surtout à cause de son manque de précision. Elle sert notamment à légitimer la fermeture de nombreuses organisations et journaux comme le journal communiste Clarté (en novembre 1937). En 1948, la police effectue une saisie au local du journal Combat.
La loi est invalidée et déclarée inconstitutionnelle en 1957 par la Cour suprême du Canada puisqu'elle enfreint le droit à la liberté d'expression et permet au premier ministre d'outrepasser les limites que le cadre politique et juridique lui confère.